# WASP-103 b
WASP-103 b — екзопланета, що обертається навколо зорі WASP-103 в сузір'ї Геркулеса на відстані 470 ± 35 пк від Землі. Планета є представником гарячих газових гігантів.

## Відкриття
13 січня 2014 року огляд з пошуку екзопланет SuperWASP повідомив про відкриття транзитним методом чергового газового гіганта.

## Характеристики планети
WASP-103 b — гарячий газовий гігант, що обертається навколо зорі WASP-103. Період обертання становить 22,2 години. Ексцентриситет орбіти становить 0,065. Велика піввісь дорівнює 0,0199±0,0002 а. о. За розрахунками вчених, які відкрили планету, відстань між зорею та WASP-103 b всього на (16 ± 5) % перевищує розмір межі Роша, тобто області, усередині якої екзопланета буде зруйнована припливними силами зорі. Маса планети оцінюється в 1,49±0,09 мас Юпітера, радіус — в 1,53+0,07/-0,05 радіусів Юпітера, що призводить до середньої густини 0,55+0,06/-0,07 г/см3. Температура планети оцінюється в 2508 К. Форма планети під дією приливних сил має значно відрізнятись від кулястої.

## Батьківська зоря
WASP-103 є зорею спектрального класу F8 V. Маса зорі оцінюється в 1,22±0,04 M☉, радіус — в 1,44±0,05 сонячного. Світність перевищує світність Сонця в 2,59 рази. Температура WASP-103 оцінюється в 6110 ± 160 К. Металічність зорі 0,06±0,13 [Fe/H]. Вік WASP-103 оцінюється в 4±1 млрд років. Зоря перебуває в сузір'ї Геркулеса. Видима зоряна величина дорівнює 12,1m V.